# 澳大利亚工业、科学、能源和资源部
工业、科学、能源和资源部（Department of Industry, Science, Energy and Resources）是澳大利亚政府的一个部門，负责該國的工业、能源、资源和科学事務。该部门前身是2015年9月21日成立的工业、创新和科学部。2020年2月1日更為現名。